# Глушков, Анатолий Ефимович
Анато́лий Ефи́мович Глушко́в (18 августа 1936 — 1 марта 2007) — советский и российский историк, специалист по новейшей истории Германии. Кандидат исторических наук, профессор. Профессор кафедры всеобщей истории и международных отношений Алтайского государственного университета.

## Биография
Окончил Томский государственный университет в 1964 г. по специальности «История». В 1970 г. защитил в ТГУ кандидатскую диссертацию на тему «Роль нацистской пропаганды в развязывании II мировой войны». Опубликовал в изданиях Томского государственного университета ряд статей, посвященных изучению нацистской пропаганды - ее социально-психологическим основам, использованию прессы и т.д.
С 1975 г. работал в Алтайском государственном университете: был проректором по учебной работе, деканом исторического факультета, более 15 лет заведовал кафедрой всеобщей истории. Благодаря его усилиям в 1996 г. в АлтГУ была открыта подготовка по новой специальности — «Международные отношения».
А. Е. Глушков был председателем Алтайского отделения Западносибирского центра германских исследований, в 2001—2005 гг. участвовал в создании фундаментального 3-томного учебного пособия «История Германии» (проект Фонда Фольксваген «Совместные пути в Европу»). Это пособие выдержало два издания — в 2005 и 2008 гг. Кроме того, А. Е. Глушков опубликовал хрестоматию по истории международных отношений, а также подготовил учебное пособие «История международных отношений в Европе и Америке (1918-1945 гг.)», которое было опубликовано коллегами по кафедре после его смерти, в 2008 г. В это издание были включены отзывы о нем ряда ученых, а также список научных публикаций (37 названий).
Признанием его заслуг стала и оценка его работы в издании , посвященном истории факультета: "А.Е. Глушкова по праву можно назвать одним из созидателей исторического факультета АлтГУ. Высококвалифицированный историк-германист, прекрасный преподаватель, самоотверженный организатор и управленец (говоря современным языком – менеджер) высшего образования, требовательный и вместе с тем чуткий руководитель, порядочный и честный человек – все эти качества органично сливались, придавая многогранность облику этого столь неординарного человека". Его преемник на посту заведующего кафедрой отмечает: "Анатолий Ефимович делал очень много для формировании традиций академизма и ответственного отношения к преподавательской работе. Он успешно сформировал творческий, дружный коллектив, заложил основы для развития новой специализации по международным отношениям (1996 г.)".
Решением Ученого Совета АлтГУ в память о профессоре А. Е. Глушкове учреждена стипендия для лучших студентов, обучающихся по направлению «Международные отношения».